# NGC 3960
NGC 3960 is een open sterrenhoop in het sterrenbeeld Centaur. Het hemelobject werd op 30 april 1826 ontdekt door de Schotse astronoom James Dunlop.

## Synoniemen
- OCL 861
- ESO 170-SC14